# バートレットチルダーズ
バートレットチルダーズ（Bartlet's Childers、またはヤングチルダーズYoung ChildersあるいはブリーディングチルダーズBleeding Childers、1716年 - ?）は、イギリスの種牡馬。大競走馬フライングチルダーズの1歳下の全弟で、不出走ながら種牡馬として成功した。曾孫のエクリプスを通じ、父系子孫は現在でも大きな勢力を持つ。1742年イギリス種牡馬チャンピオン。

## 経歴
本馬は兄と同じく最初生産者の名をとって「（ヤング）チルダーズ」と呼ばれていた。その後ジョン・バートレットの手に渡りバートレットチルダーズと呼ばれるようになった。鼻出血の持病持ちで競走には使われておらず、最初から種牡馬として供用されている。供用地Mashamが含まれるヨークシャーは当時馬産が盛んで、飛ぶように速いと評判だったフライングチルダーズの弟バートレットチルダーズは種牡馬として重用された。多くの繁殖牝馬と交配されるという幸運の結果、スクワートを出した。スクワートはマースクの父で、マースクはエクリプスの父である。そのほか（スメイルズ）チルダーズなどを送り出している。

## 血統表
| バートレットチルダーズの血統（ダーレーアラビアン系（→エクリプス系） / Spanker3×4=18.75%（母内）、Old Morocco Mare 4×5×4=15.63%（母内）） | バートレットチルダーズの血統（ダーレーアラビアン系（→エクリプス系） / Spanker3×4=18.75%（母内）、Old Morocco Mare 4×5×4=15.63%（母内）） | バートレットチルダーズの血統（ダーレーアラビアン系（→エクリプス系） / Spanker3×4=18.75%（母内）、Old Morocco Mare 4×5×4=15.63%（母内）） | （血統表の出典）            | （血統表の出典）   |
| 父 Darley Arabian 鹿毛 1700? | 父の父不明 | 不明 | 不明                        | 不明               |
| 父 Darley Arabian 鹿毛 1700? | 父の父不明 | 不明 | 不明                        |                    |
| 父 Darley Arabian 鹿毛 1700? | 父の父不明 | 不明 | 不明                        | 不明               |
| 父 Darley Arabian 鹿毛 1700? | 父の父不明 | 不明 | 不明                        |                    |
| 父 Darley Arabian 鹿毛 1700? | 父の母不明 | 不明 | 不明                        | 不明               |
| 父 Darley Arabian 鹿毛 1700? | 父の母不明 | 不明 | 不明                        |                    |
| 父 Darley Arabian 鹿毛 1700? | 父の母不明 | 不明 | 不明                        | 不明               |
| 父 Darley Arabian 鹿毛 1700? | 父の母不明 | 不明 | 不明                        |                    |
| 母 Betty Leedes | 母の父Old Careless 1692 | Spanker 鹿毛 | Darcys Yellow Turk          | Darcys Yellow Turk |
| 母 Betty Leedes | 母の父Old Careless 1692 | Spanker 鹿毛 | Old Morocco Mare            |                    |
| 母 Betty Leedes | 母の父Old Careless 1692 | Barb Mare | 不明                        | 不明               |
| 母 Betty Leedes | 母の父Old Careless 1692 | Barb Mare | 不明                        |                    |
| 母 Betty Leedes | 母の母Cream Cheeks （F-No.6-a） | Leedes Arabian 黒鹿毛 | 不明                        | 不明               |
| 母 Betty Leedes | 母の母Cream Cheeks （F-No.6-a） | Leedes Arabian 黒鹿毛 | 不明                        |                    |
| 母 Betty Leedes | 母の母Cream Cheeks （F-No.6-a） | Spanker Mare 芦毛 1690 | Spanker                     | Spanker            |
| 母 Betty Leedes | 母の母Cream Cheeks （F-No.6-a） | Spanker Mare 芦毛 1690 | Old Morocco Mare （F-No.6） |                    |